# Burg Tieringen
Die Burgen Tieringen sind zwei abgegangene Burgen bei Tieringen, einem heutigen Ortsteil von Meßstetten im Zollernalbkreis (Baden-Württemberg).
Die Burgen wurden wohl von den seit 1275 genannten Niederadligen Herren von Tieringen, Ministeriale der Grafen von Hohenberg, erbaut. Im 14. Jahrhundert wurde die Burg und der Wohnturm zerstört. Aus dem Urbar im Hausarchiv der Familie Cotta von 1613 geht hervor, dass Ritter Wilhelm von Thieringen und Ludwig von Lantaw den Plettenberg mit den umliegenden Dörfern als Entschädigung für Kriegsunkosten in der Regierungszeit Herzog Friedrichs II (1337–1344) erhalten haben. 1370 kam die Herrschaft Meßstetten an die Wildentierberger Linie. Durch die Heirat einer Wildentierberger Tochter Anna von der Wildentierberg mit Conrad von Hölnstein kam die Herrschaft Meßstetten an diesen. 1418 verkauft Konrad von Hölstein Tieringen, Meßstetten und Hossingen behält aber sein Haus mit Hofraite in Tieringen.
Ritter Hans von Thieringen gehörte 1423 zur Besatzung der Burg Hohenzollern.

## Systematik der Burgnamen

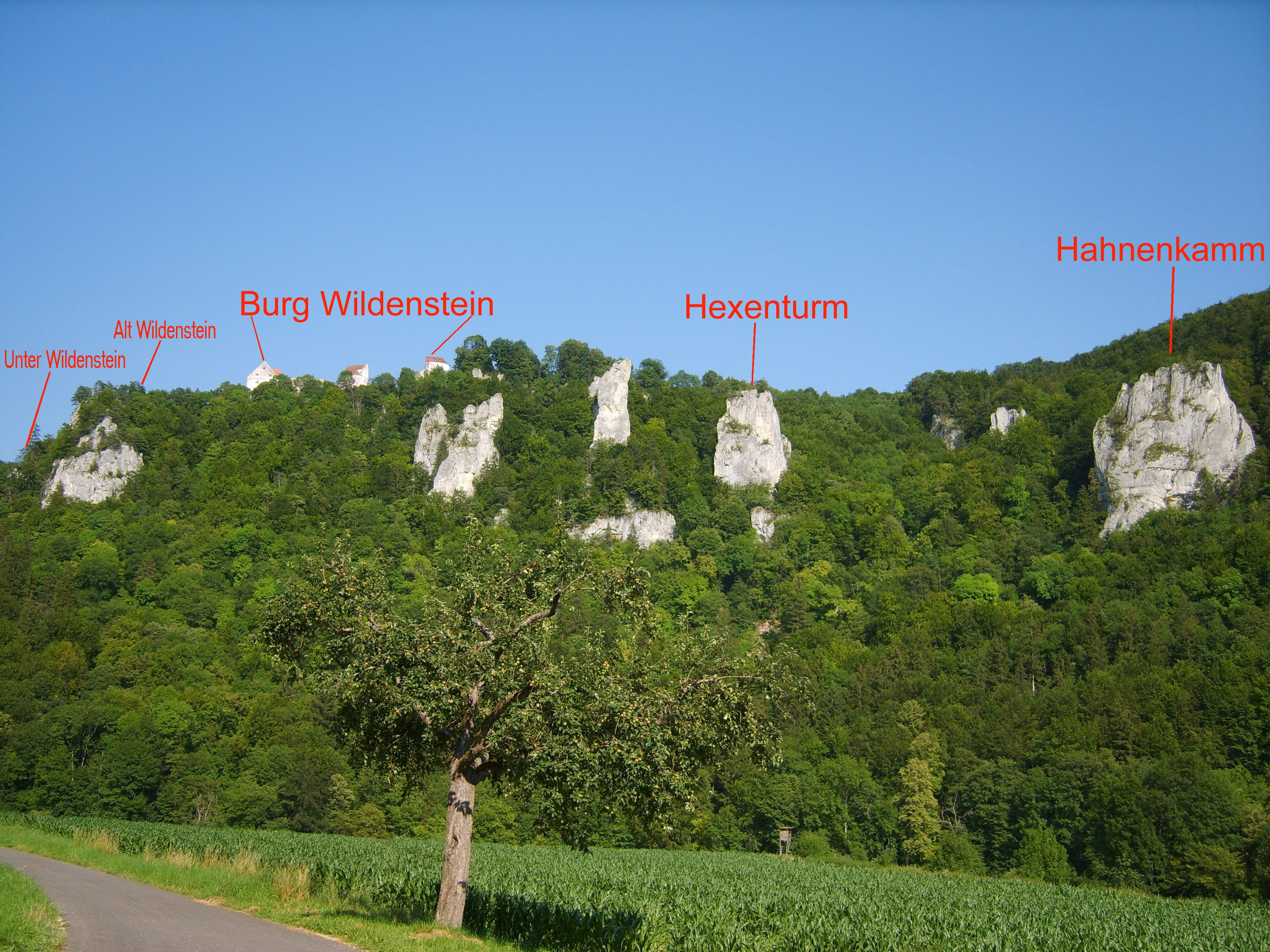
Donautal mit den Wildensteiner Burgen

1327 befindet sich eine der Burgen im Raum Meßstetten/Lautlingen und ein Hof im Besitz der Familie von Bubenhofen. 1327 erwirbt Kunz (Vater: Konrad von der Altentierberg) eine Burg Neuentierberg mit allem Zubehör bei dem Hof, aber ohne den Kirchensatz zu Lautlingen, ohne Meßstetten (Stetten) und etliche Leibeigene.
Der Meßstetter Heimatforscher und Pädagoge Hermann Krauß ging davon aus, dass die hiesigen Burgen Tierberg genannt wurden. Heinrich von Tierberg kaufte von den Grafen von Hohenberg das Dorf Tieringen nebst Kirche und Kirchensatz, sowie Rechte in Winzeln und 1347 die Dörfer Meßstetten und Hossingen.  Hermann Krauß orientiert sich damit an der Burg Wildenstein im Donautal mit mehreren kleineren Burgen in deren näherer Umgebung, den ehemaligen Burgen Altwildenstein, Unterwildenstein, Wildensteiner Burg Hexenturm und Wildensteiner Burg Hahnenkamm.

## Wappen
Das heutige Stadtteilwappen von Tieringen ist 1335 in der Zürcher Wappenrolle verzeichnet.

Wappen der Herren von Tieringen

Wappen der Herren von Tierberg

## Kirchliche Mittelpunkte
Der Burgherr Friedrich von Tieringen unterstützt 1338 den vorderen Altar der Tieringer Kirche.
1344 schenkt Gertrud von Bubenhofen, Witwe von Jakob von Tieringen dem Kloster Alpirsbach einen Hof.
1442 wirkt Albrecht Baldorff als Kirchherr zu Tieringen.

## Besatzung durch wehrpflichtige Tieringer Bürger

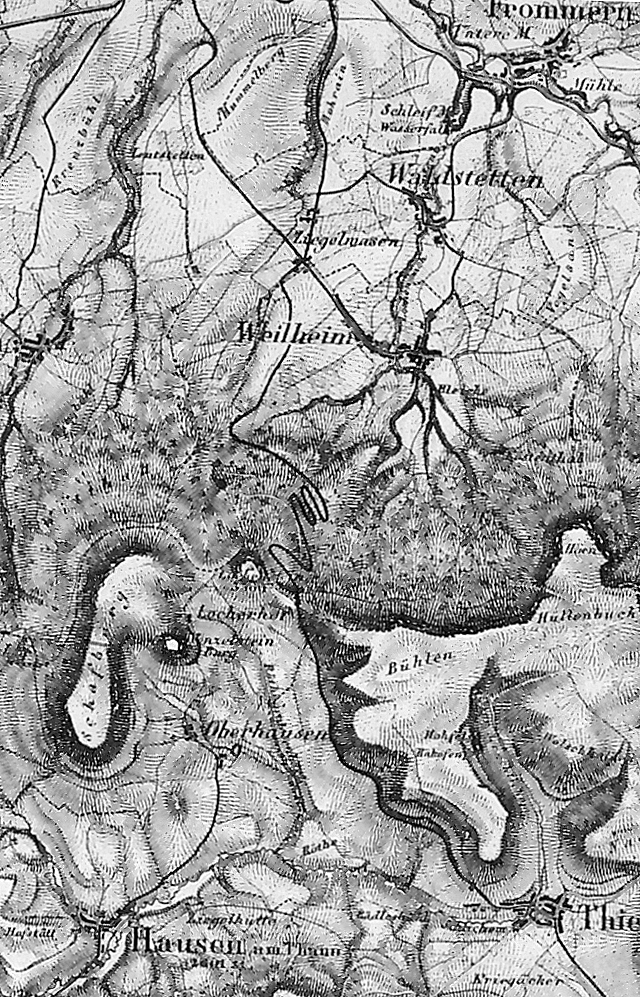
Der strategisch wichtige Lochenpass auf einer Topografischen Karte des Königreichs Württemberg von 1850

Laut der Musterungsliste ab dem Jahre 1521 obliegt den Tieringer Milizsoldaten die Sicherung der Straße nach Rottweil gegen Hausen, welche an der Burg vorbeigeht. Weitere verhakte Sperrwerke im Meßstetter Bereich befinden sich beim Bschorner Weg (Truppenübungsplatz beim Kählesbühl), Burteltal (Burg Hossingen) Tobelsteige besetzt mit Soldaten aus Laufen, Lochenpass besetzt mit Weilheimer Soldaten und Eschental (Unter-Ober-Digisheim).
Die Namen der teilweise berittenen Soldaten sind überliefert: Hans Beier, Hans Berner, Michael Bupser, Hans Eisenmann, Christ(ian) Fuchs, Hans Grathwohl, Ludwig Grathwohl (Nebenform Kratwol), Martin Grimm, Conrad Großhans, Gore Hetzel, Bernhardt Heymeyer, Hans Kiefer, Hainrich Linder, Michael Linck, Peter Linck (Nebenform Link), Conrad Lohner, Hans Mayer, Hans Narr, Bernhart Narr, Hans Narr (Nebenform Barr), Hans Maiser, Ulrich Motz, Martin Motz Vogt (Nebenform Montz), Meßner, Jörg Quartlenter (Nebenform Quarleiter), Hans Roth, Conrad Roth, Mathias Rupp (Nebenform Ryp), Hand Schätzlin, Hans Schäublin, Melchior Schaüblin (Nebenform Schyblin), Michael Schmott, Stefan Schneider, Hugo Schneider, Conrad Schuhmacher, Jakob Schweitzer, Conrad Küffer, Agnes Schulers Knecht, Hans Weber, Ludin Meyer, Auberlin der Ackerknecht, Hans Hug, Christ(ian) Kiefer, Jörg Egli, Hans Schätzlin, Jörg Schätzlin und Hans Witzemann.
Nach der Teilnahme am Bauernkrieg 1525 wird der im Balinger Turm inhaftierten Hans Berner (Nebenform Hanslin Bernart) dazu verurteilt, künftig keine Wehr mehr zu tragen. Nur ein Brotmesser mit abgebrochener Spitze war erlaubt.

## Wissenschaftliche Ausgrabungen
Fundamente eines Wohnturms sind seit langem bekannt und erforscht. Ein weiterer größerer Burgstall am Rottweiler Weg ist lokalisiert und soll über einen Wanderweg zugänglich gemacht werden. Dabei dürfte es sich um die 1565 erwähnte Heiliburg (Heyliburch) handeln. Der Name soll auf die Burgfrau Heila (Vater Benz von Hölnstein Wohnung:Burg Hölnstein) zurückgehen. Junker Hans von Tierberg streitet 1442 mit dem Tieringer Pfarrer Albrecht Baldorff über das Ackerland 2008 wurden die Daten von einem Team um den Meßstetter Burgenforscher Franz Josef Häring digitalisiert. Eine 3D-CAD-Simulation vom Wohnturm wurde präsentiert.

## Verkehrslage im Mittelalter
Tieringen stellt wegen seiner Lage direkt auf der Passhöhe einen kleinen Verkehrsknotenpunkt dar, über welchen im Bearbeitungsgebiet der dritte Übergang über die Alb und zugleich zwei Albaufstiege führen. Der erste Aufstieg von Rottweil via Schömberg führt durch das Schlichemtal, der zweite aus dem Albvorland bei Balingen über den Lochenpass in den Ort; hier vereinigen sich beide Aufstiege und münden in die Straße, welche durch das Bäratal via Nusplingen nach Fridingen an der Oberen Donau führt. Die steile, alte Straße Richtung Burg Hossingen und Burg Altentierberg ist noch vorhanden und wird heute von Radfahren gerne zur Verkürzung der Haarnadelkurven genutzt.

## Sagen
Sagenhafte Erinnerungen weiß man von abgegangenen Orten. Ein Ort sei zwischen der Burg Gräblesberg und der Burg Tieringen verschwunden. Hinter der oberen Tieringer Zelge mit dem ehemaligen Gatter (Tor) am Torbühl (heute Sportplatz Tieringen) wäre eigentlich noch Platz für drei weitere Zelgen bis zur Burg Gräbelesberg. Hermann Krauß kennt neben den heute noch bestehenden Stetten Orte auf dem Heuberger Hardt auch ein abgegangenes Stetten. Auch ein 1477 genannte Ort Nüwenghausen konnte bisher noch nicht zugeordnet werden. Die Bewohner sollen aber bis heute nicht zur Ruhe gekommen sein: Eine alte Sage berichtet von zu gewissen Zeiten sichtbaren Hemmadhäddlern unter dem Baienfelsen (48° 11′ 30,7″ N, 8° 53′ 50,85″ O). Ein mutiger Tieringer Fuhrmann kam auf einer Leerfahrt mit Männern aus Hausen am Tann am Baienberg vorbei. Aus Geratewohl rief er einst bei Mitternacht laut nach den Hemmadhäddlern. Alle Passagiere überlebten den nächtlichen Spuk. Die Geschirre der scheuenden Pferde mussten aber abgeschnitten und der im tiefen Lehm stecken gebliebene Wagen zurückgelassen werden.

## Das Schüsselweib
Zu der Sage gibt es folgende Verse:

„Trüber Mondschein, die Wolken jagen;

Geisterhaft alte Bäume ragen.

Huh, wie huschen nächtliche Schatten

Ueber der Hohlgaß auf düstere Matten!

Annemrei, heut lauf nicht nach dem Freier,

Freitags, du weißt es, ist’s hier nicht geheuer.

Hörst du die Hunde, die Katzen und Eulen?

Hörst du die Lüfte so schaurig heulen?

Annemrei steh nicht, guck nicht herum,

Das Weib mit dem Schlüsselbund geht heut um!

Einst war sie Herrin im Tieringer Schloß,

Irmgard mit reichem Dienertroß.

Die schönste Jungfrau war sie im Land,

Viele Ritter warben um ihre Hand.

Doch schmachtet’ nach einem sie nur allein,

Nach Kuno, dem Herrn von Wenzelstein.

Der aber liebte die Dame nicht

Und sagt’ es frei ihr ins Gesicht.

In großem Zorn drob entbrannte die Maid,

Des ward Herr Kuno schweres Leid.

Sie überfiel ihn in Nacht und Sturm

Und warf ihn in ihren festen Turm.

Drin ließ sie verschmachten das edle Blut,

Sein weißes Gebein dort im Keller ruht.

Im Tod sie aber nicht Ruhe fand,

Am Tor rüttelt nächtens ihre Hand.

Doch findet den rechten Schlüssel sie nicht,

Drum schwebt sie bis zum jüngsten Gericht“.